# Bispedømmet Oldenburg
Bispedømmet Oldenburg er et tidligere romersk-katolske stift i nutidens Slesvig-Holsten og Mecklenburg, som eksisterede fra omkring 970 til 1160.

## Historie
Navnet Aldinburg, senere Oldenburg opstod som en oversættelse af den slaviske stednavn Starigrad "Gamle slot". Starigrad var hovedstaden for de elbslavike vagriere og sæde for deres fyrste. I nærheden lå en helligdom for den vagriske guddom Prove. Derfor var Oldenburg et godt udgangspunkt for evangelisering af slaverne.

## Stiftelse
Stiftet Oldenburg in Holstein blev formentlig grundlagt af Hamburgs ærkebiskop Adaldag efter anmodning af kejser Otto I i 972 med henblik på kristning af de abodritiske bosættelser i nutidens Østholsten og i Mecklenburg. Andre opfattelser er, at der allerede blev skabt et grundlag i 968 eller før 950.
Udgravninger har vist, at der allerede inden 950 var adskillige kristne begravelser og en trækirke i Oldenburg. At dømme efter gravgaver i gravene var der tale om personer tilhørende eliten, mest sandsynligt medlemmer af den kongelige familie.
Den første biskop i Oldenburg var en præst ved navn Egward udpeget af Adaldag. Efterretninger om en formodet første biskop ved navn Marco eller Merka hvilken er kendt som biskop i Slesvig, er meget usikre. Derimod antages, at ærkebiskop Adaldag havde givet den slesvigske biskop tilladelse til at bedrive mission i det abodritiske riges område. Stiftets område strakte sig fra den danske grænse i Kiel Bugt til grænsen for Havelberg stift i syd, men blev i det næste århundrede indskrænket til selve Vagrien (Østholsten). Oldenburg var en suffraganbispedømme for Ærkebispedømmet Bremen.

## Slaviske optøjer
Adam af Bremen fortæller i sin "Hamburgerkirkens historie", at alle slavere i bispedømmet efter at i halvfjerds eller flere år have kendt kristendommen, nemlig "under hele Ottos tid", igangsatte en opstand, der ville have fjernet den kirkelige orden i Vagrien. Dateringen af disse passager er kontroversiel i litteraturen, den spænder fra 983, året for de slaviske liutizeres opstand, til år 1018, året for udvisning af den kristne stammehøvding Mstislav fra Mecklenburg. Mest sandsynligt er det forskningen mener, at tilhængere af den gamle tro ødelagde biskopsædet og kirken for Sankt Johannes i Oldenburg først år 990, det år hvor biskop Folkward blev fordrevet fra sit stift. Hans efterfølger Reginbert ordineret som den nye biskop i Oldenburg, fik aldrig sat foden i det og levede som sin efterfølger i Mecklenburg. Derefter synes biskopsædet at være forblevet ledigt.
En frisk start tog ærkebiskoppen af Bremen i 1043, hvor den kristne slaver prins Godskalk, hersker over den abotritiske stammealliance forsøgte at konvertere sit folk til kristendommen. I 1062 blev oprettet de nye bispedømmer i Mecklenburg under biskop Johannes I. Scotus og i Ratzeburg under biskop Aristo i Oldenburg Stift. Denne fredelige mellemliggende fase blev brat afsluttet i 1066 af en fornyet voldelig slavisk opstand ledet af Godskalks svoger Blusso, som fejede alt kristendom i landet bort. Selvom biskop Ezzo undslap blodbadet, forsvandt stiftet Oldenburg efter 80 års historie.

## Genoptagelsen af slavermissionen
I det 12. århundrede gennemførte Henrik Løve en kolonisering i slaviske besættelsesområder af det østlige Nordalbingien og i Mecklenburg i en ny start Slavermissionen blev taget op igen i 1126 fra Bremen og Hamborg. I 1134 overdrog kejser Lothar på forslag af biskoppen som bispesæde højstiftet Burg og stiftet Segeberg.

## Biskop Vicelin
Som en del af den anden kolonisering den gamle vendiske mission blev Oldenburg Stift formelt restaureret. I 1149 blev Vicelin indsat som ny biskop i Oldenburg efter, at bispesædet havde været ubesat i mere end 80 år. Fordi området omkring Oldenburg stadig var på vendiske hænder og en restaurering af den gamle biskopsæde endnu ikke mulig, flyttede biskop vicelin til Bosau, lad der bygget Skt. Peters Kirke (den første såkaldte Vicelin kirke) og praktiserede sine pligter fra Bosau. Få dage efter indvielsen i Bosau (1152) blev Vicelin ramt af et slagtilfælde, der lammede hans højre side, og hans evne til at tale forringes kraftigt. To år senere døde han den 12. december 1154 i Neumünster.

## Biskop Gerold
Under hans efterfølger biskop Gerold blev bispesædet Eutin grundlagt i 1156 og Oldenburg bispesæde 1160 (ifølge nyere forskning, måske først i 1163), forflyttet til Lübeck efter anmodning fra Henrik Løve. Biskop Gerold døde i 1163, hos sin ven Helmold i Bosau. Med ham sluttede bispedømmet Oldenburg.